# Barrio de San Francisco (Inca)
El Barrio de San Francisco (conocido en catalán como Barri de Sant Francesc) está situado en el casco antiguo de la ciudad española de Inca de las Islas Baleares (España). Debe el nombre al claustro de San Francisco, y lo delimitan las calles de San Francisco, Calle Borne, Avenida Reyes Católicos y Avenida Jaime I.

## Historia
El barrio debe su nombre al Claustro de San Francisco que data del siglo XV, pero es a partir de la creación del Colegio de San Francisco en 1909 que se empieza a conocer como tal.
En 1991 se crea la Asociación de Vecinos de San Francisco.

## Fiestas
El barrio celebra unas fiestas cada año conocidas como Festes de Sant Francesc en la primera semana de octubre en honor del patrón Francisco de Asís.

## Lugares de interés

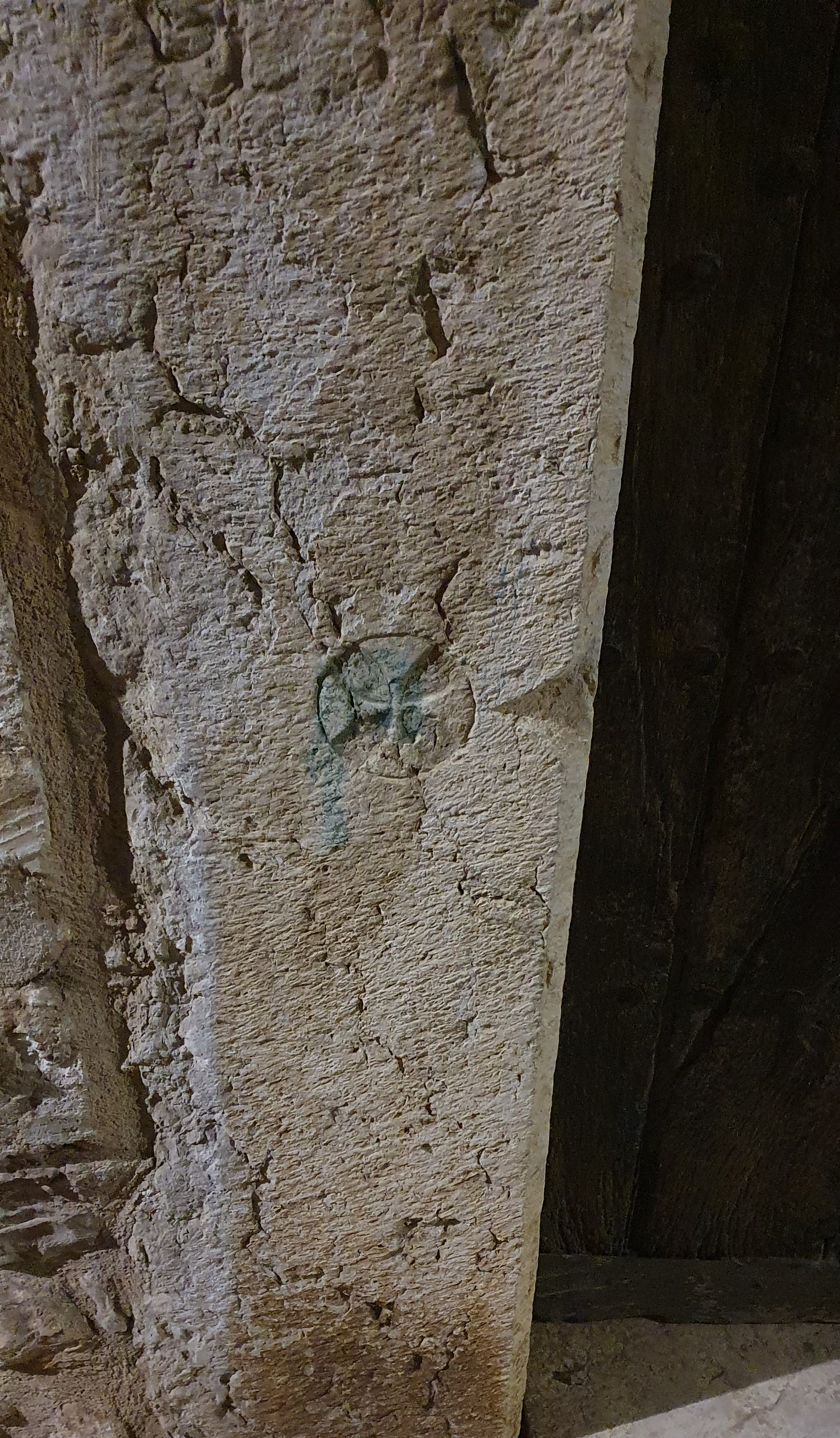
Entrada de una vivienda

En el siglo XIV estuvo ubicado lo que fue el barrio judío.
Está ubicado el claustro de San Francisco del siglo XIV, compuesto por una iglesia y un convento.
En la calle de San Francisco se ubica El Forn de Sant Francesc, horno de pan de principios del XX.
  

El barrio dispone de tres colegios, el colegio San Francisco, el colegio San Vicente de Paul y el colegio público Llevant
También dispone de una Residencia pública para personas mayores, Residencia Miquel Mir.
El barrio tiene dos celleres, el celler Can Marron del siglo XVII y el celler Canyamel.
En 2025 la obra y reforma de plaza de na Goig (na Ferrilla) se lleva el premio Premio FAD Opinión 2025 en la categoría de Ciudad y Paisaje.